# Renato Silva (político)
Renato da Silva (Rio do Sul, 26 de fevereiro de 1951), mais conhecido como Renato Silva é um empresário  e político brasileiro, filiado ao Partido Liberal. É o atual prefeito de Cascavel (PR), eleito no pleito de 2024 com 56,41% dos votos. Exerceu, também, outros cargos políticos ao longo dos anos, como vereador, deputado federal e vice-prefeito na gestão do ex-prefeito Leonaldo Paranhos.